# Sagoskin-Insel
Die Sagoskin-Insel (russisch Остров Загоскина Ostrow Sagoskina) ist eine Insel vor der Ruppert-Küste des westantarktischen Marie-Byrd-Lands. Sie liegt westlich von Newman Island im Nickerson-Schelfeis.
Russische Wissenschaftler benannten sie. Der Namensgeber ist nicht überliefert. Ein naheliegender Namensgeber ist der russische Forschungsreisende Lawrenti Alexejewitsch Sagoskin (1808–1890).